# St. Franziskus (Uetikon am See)

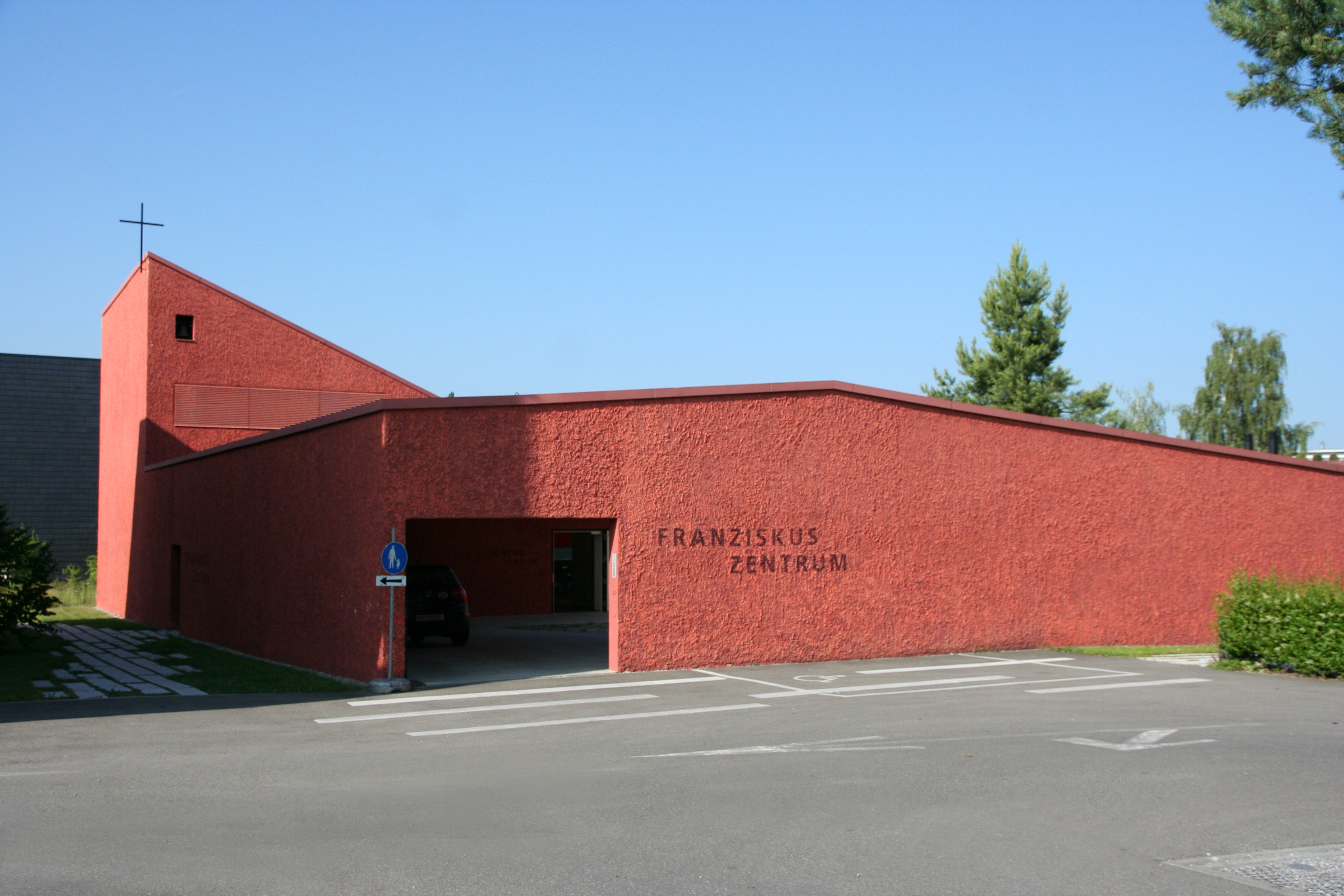
Kirche St. Franziskus

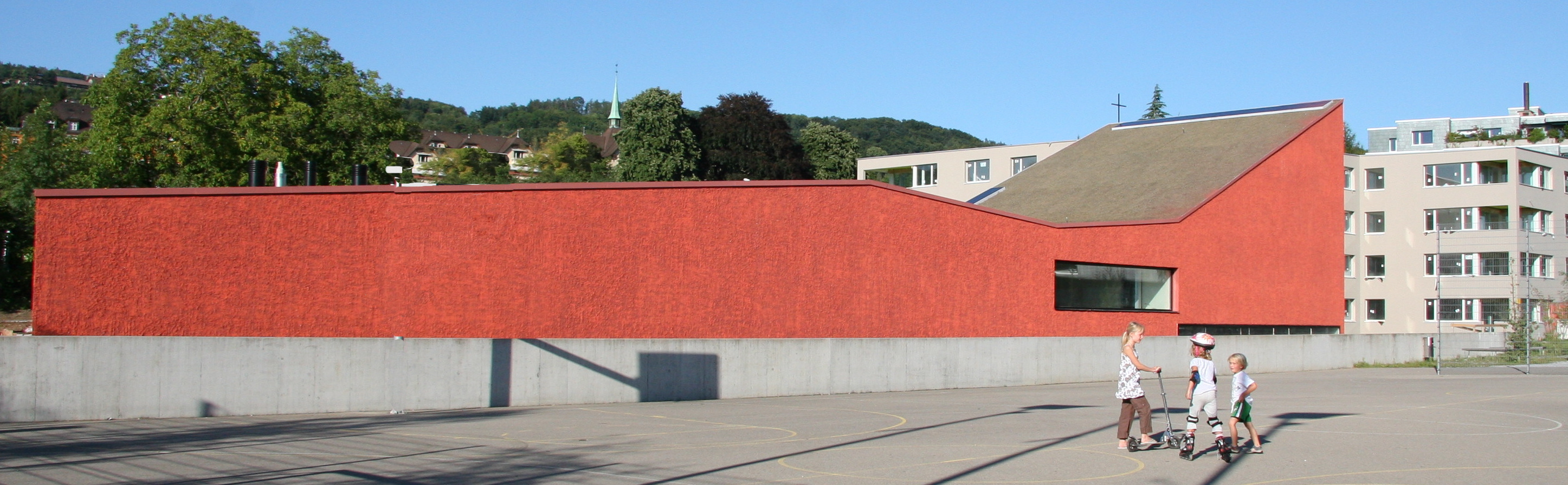
Aussenansicht von Süden

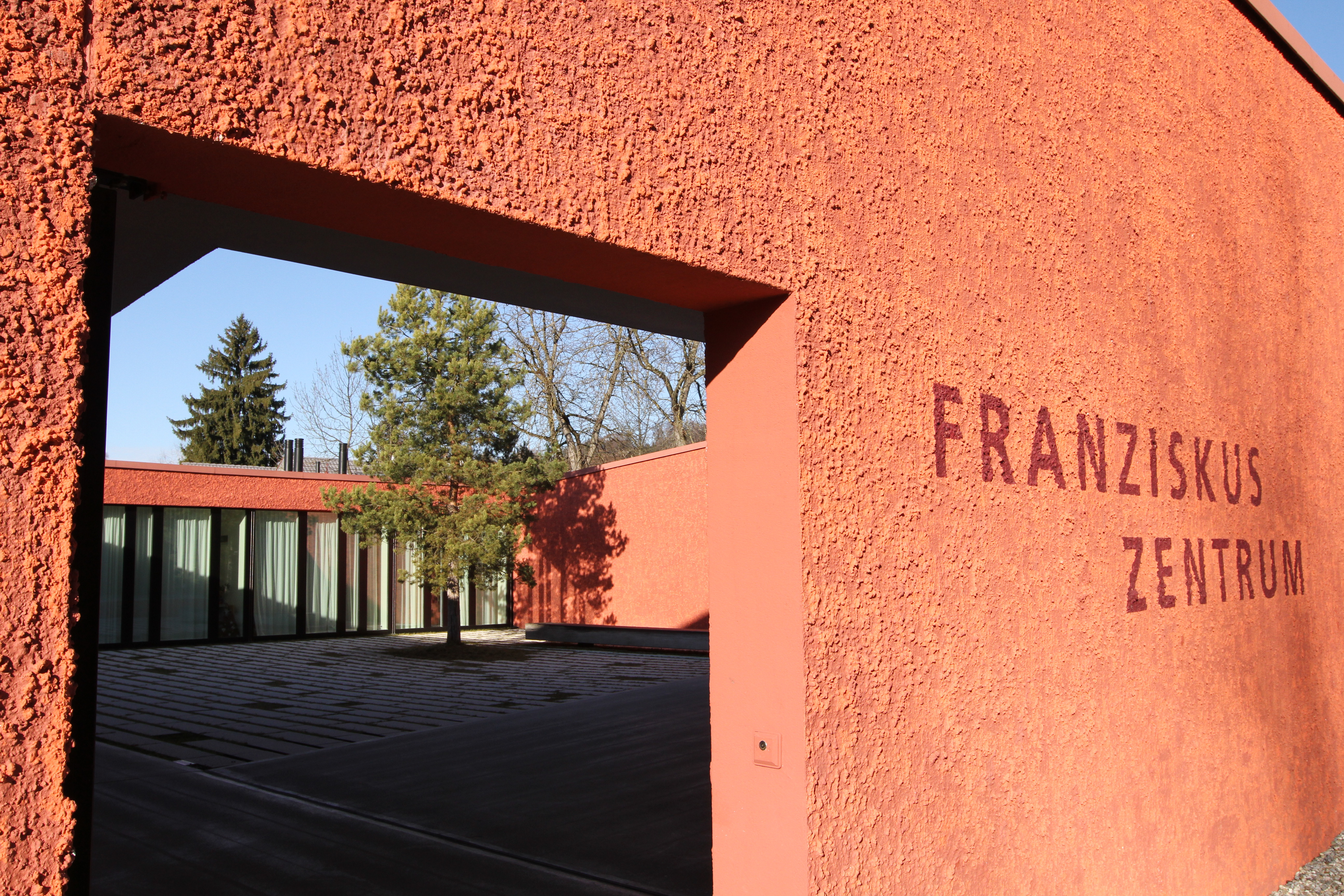
Eingang zur Kirche

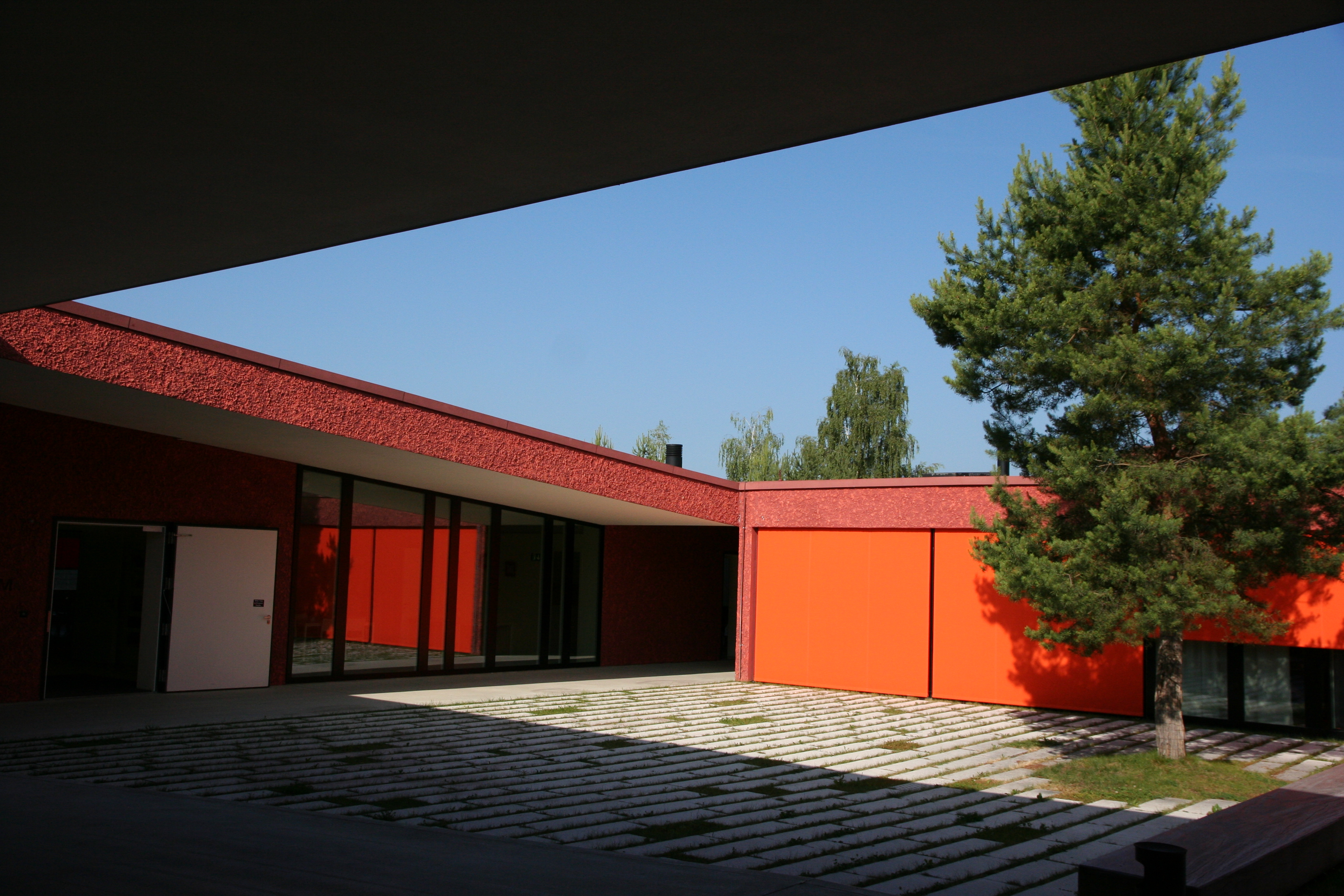
Innenhof

Die Kirche St. Franziskus ist die römisch-katholische Kirche von Uetikon am See am oberen rechten Zürichseeufer im Bezirk Meilen im Kanton Zürich. Sie ist die derzeit (Stand 2016) drittjüngste katholische Kirche im Kanton Zürich nach der Kirche St. Mauritius (Bonstetten) von 2016 und St. Marien (Richterswil-Samstagern) von 2012.

## Geschichte

### Vorgeschichte und Namensgebung
Als ab dem Jahr 1523 in Zürich die Reformation durchgeführt wurde, wurde in den zürcherischen Untertanengebieten der katholische Ritus verboten, worauf die mittelalterliche Kirche von Uetikon für reformierte Gottesdienste verwendet wurde. Der katholische Gottesdienst war bis zum Beginn des 19. Jahrhunderts im Kanton Zürich verboten. Im 19. Jahrhundert ermöglichten die Niederlassungs- und Religionsfreiheit den Zuzug von Katholiken in den reformiert geprägten Kanton Zürich. Die 1863 gegründete Inländische Mission errichtete in Männedorf im Jahr 1864 die älteste Missionsstation in der Schweiz, aus der später die Pfarrei St. Stephan Männedorf hervorgegangen ist. Am 11. November 1864 fand in Männedorf die erste katholische Messe seit der Reformation statt. Bis weit ins 20. Jahrhundert besuchten die Katholiken von Uetikon die katholischen Gottesdienste in der benachbarten Gemeinde. In Uetikon fanden im Restaurant Baumgarten ab 1966 katholische Gottesdienste statt. Als dieses Restaurant abgerissen werden sollte, musste nach einem neuen Gottesdienstlokal gesucht werden. Deshalb wurde auf dem bereits in den Jahren 1967 und 1968 gekauften Baugrund an der Tramstrasse im Jahr 1986 eine Baracke aufgestellt, welche früher als Lebensmittelladen gedient hatte. Die Holzbaracke wurde zur Franziskus-Kapelle umgebaut und diente rund 20 Jahre als Gotteshaus.

### Entstehungs- und Baugeschichte
Als in Uetikon ab den 1990er-Jahren die Einwohnerzahl stieg, wurden die Platzverhältnisse der Franziskus-Kapelle zu eng, sodass der Neubau einer Kirche angegangen werden musste. Im Jahr 2004 wurde ein Architekturwettbewerb ausgeschrieben, den die Architekten Daniele Marques, Judit Làszlò und Daniel Ciccardini aus Luzern gewannen. In den Jahren 2007–2008 wurde der Kirchbau realisiert. Weihbischof Paul Vollmar weihte die Kirche am 5. Oktober 2008 ein.
Zusammen mit der Kirche St. Stephan Männedorf gehört die Kirche St. Franziskus Uetikon zur katholischen Kirchgemeinde Männedorf-Uetikon a. S. Diese ist mit ihren 4'081 Mitgliedern (Stand 2021) eine der mittelgrossen katholischen Kirchgemeinden des Kantons Zürich.

## Baubeschreibung

### Äusseres
Das kirchliche Zentrum St. Franziskus nimmt die traditionellen Formen eines Klosters mit Kirche, Wohn- und Arbeitsräumen auf, die um Kreuzgängen nachempfundene Innenhöfe gruppiert sind. Die Formensprache und die rötliche Farbgebung sind dagegen diejenigen des 21. Jahrhunderts.

### Innenraum und künstlerische Ausstattung

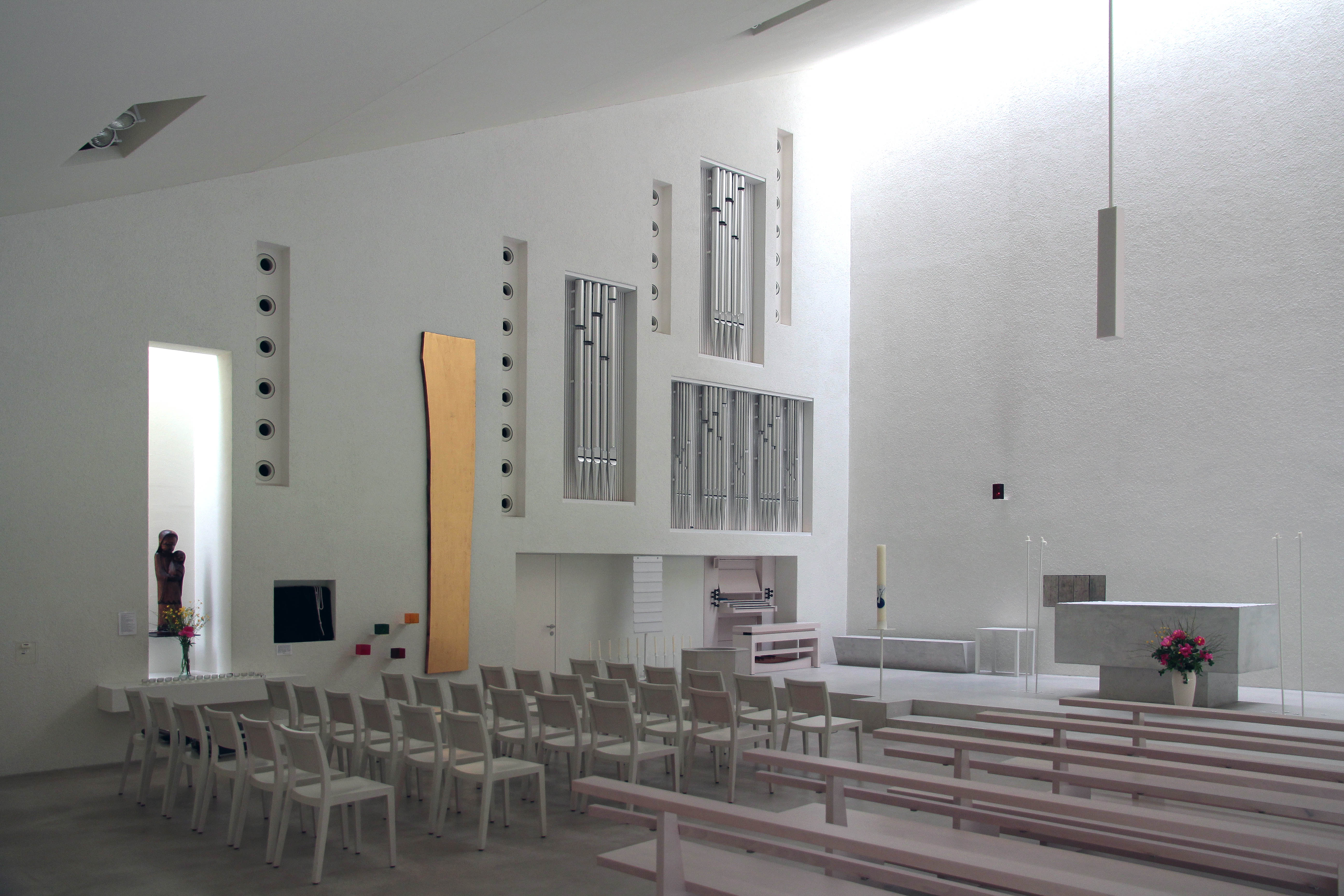
Innenansicht

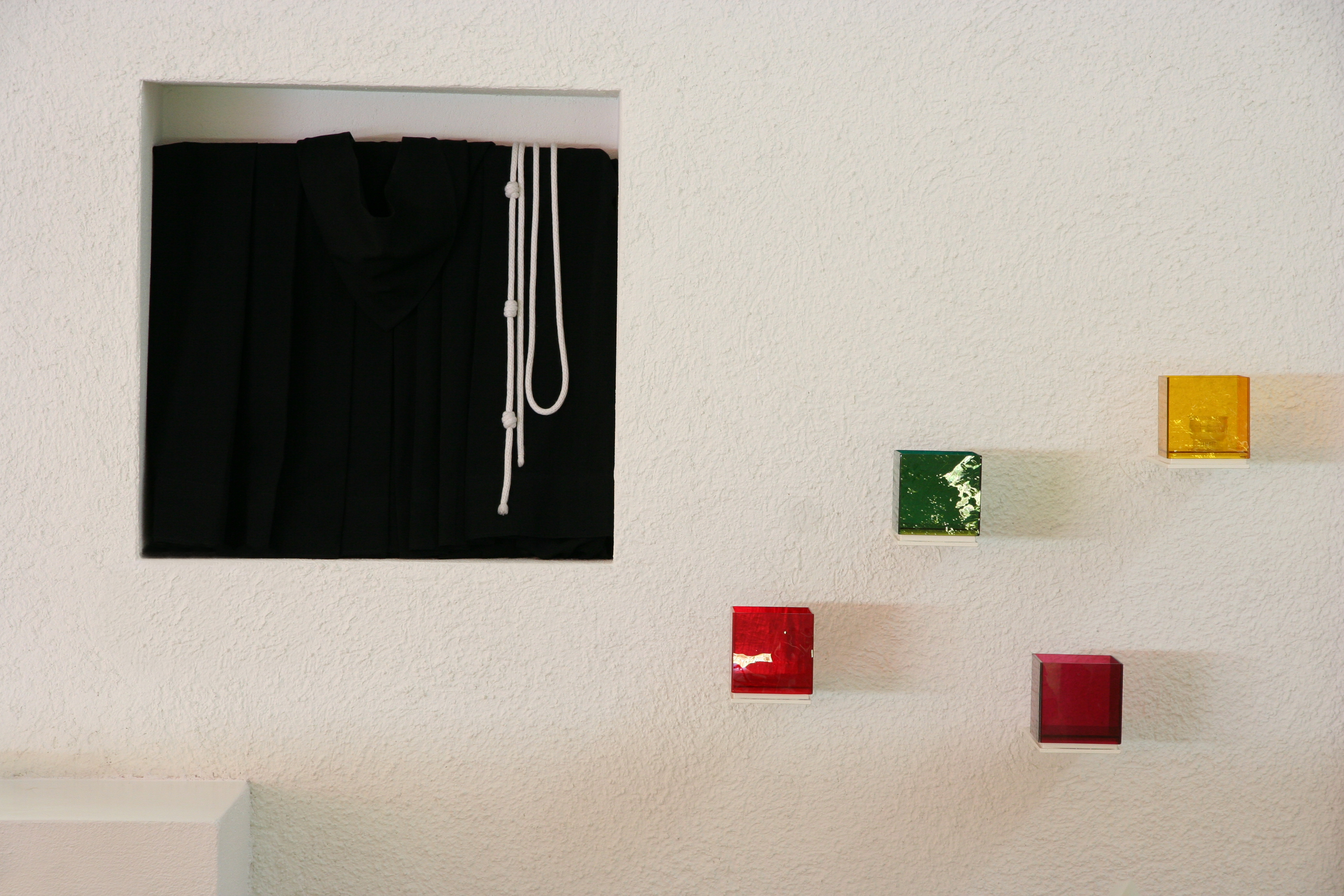
Franziskanerkutte

Über den in kräftigen Rottönen gehaltenen Innenhof gelangt der Besucher ins weisse Innere der Kirche. Die künstlerische Innenausstattung schuf der Innerschweizer Jörg Niederberger. Die Schlichtheit des Kirchenraumes greift das Armutsgelübde des Kirchenpatrons Franz von Assisi auf. Durch Lichtbänder fällt das Tageslicht in die Kirche. An der Wand hinter dem Altar befindet sich ein weisses Kreuz. Der Ambo nimmt die Form des Tau auf, des Symbols des Kirchenpatrons. Die monochrome Gestaltung der Kirche wird durch wenige Farbakzente durchbrochen. So besitzt der Tabernakel Türen, die geöffnet in dunklem Blau gehalten sind. Das Ziborium ist dunkelrot. An der linken Wand befindet sich ein vergoldetes Brett. Es stammt von einem Kastanienbaum, dessen Früchte als Brot für die Armen galten. Die Wurzelseite des Stamms zeigt nach oben und verweist auf die Wurzeln des Glaubens, die aus Gott Nahrung und Kraft schöpfen. Die Glaslichter sind in den vier liturgischen Farben gehalten und werden je nach Zeit im Kirchenjahr entzündet. In der daneben liegenden Nische befindet sich statt einer Statue des Kirchenpatrons das Gewand eines Franziskanerbruders, der dem Sacro Convento in Assisi angehörte und 2005 verstorben ist. Die Marienstatue stammt aus Simbabwe und ist ein Geschenk der reformierten Kirchgemeinde von Uetikon, ein Zeichen der Verbundenheit und der Ökumene.
Der Kreuzweg wurde von Jörg Niederberger gestaltet. Der Kreuzweg befindet sich an der Kirchenwand gegenüber der Eingangstüre und zeigt auf den ersten Blick vierzehn bunte Holztafeln. Die Tafeln stehen auf Sockeln, die mit Textstellen der Passion Jesu beschriftet sind. Die traditionellen Kreuzwegstationen, die in der Bibel keine Erwähnung finden, wurden ausgelassen und durch biblische ersetzt. In der Fastenzeit werden die Farbtafeln durch Glasscheiben verdeckt, welche die Kreuzwegstationen bildlich darstellen. Gezeichnet wurden diese Kreuzwegstationen von Jonas Niederberger, dem damals 11-jährigen Sohn des Künstlers Jörg Niederberger. Die bildliche Darstellung nimmt die traditionelle Biblia pauperum auf und hilft dem Betrachter während der Fastenzeit, die Leidensgeschichte Jesu konkret nachzuvollziehen. Da die Glasscheiben in den Komplementärfarben der farbigen Holztafeln gestaltet und die bildlichen Szenen eingeätzt sind, wird aus der Reihe bunter Kreuzwegstationen in der Fastenzeit eine Folge von dunklen Stationen, welche das Triste des Leidenswegs Jesu erzählen. In den Gottesdiensten vom Aschermittwoch bzw. von Ostern werden die Tafeln gewechselt, sodass die Trauer vom Aschermittwoch bzw. die Freude von Ostern konkreten Ausdruck in der Gestaltung des Kreuzwegs finden. An der Altarwand ist eine fünfzehnte Kreuzwegstation angebracht, welche als goldgelb leuchtende Glasscheibe die Auferstehung Christi symbolisiert. Die Sockel der Tafeln tragen folgende Inschrift: I. Garten Getsemani Mt 26, 36-56, II. Verrat des Judas Lk 22, 47-53, III. Vor dem Hohen Rat Lk 22, 66-71, IV. Petrus verleugnet Jesus Lk 22, 54-62, V. Vor Pilatus Lk 23, 13-25, VI. Verspottung und Dornenkranz Mk 15, 16-20, VII. Jesus trägt das Kreuz Mk 15, 20, VIII. Simon von Cyrene Lk 23, 26, IX. Frauen von Jerusalem Lk 23, 27-31, X. Jesus wird gekreuzigt Lk 23, 33-38, XI. Jesu Zusage Lk 23, 39-43, XII. Unter dem Kreuz Joh 19, 25-27, XIII. Der Tod Jesu Lk 23, 44-49, XIV. Das Begräbnis Jesu Lk 23, 50-56, XV. ER  ist auferstanden Mk, 16, 1-8.

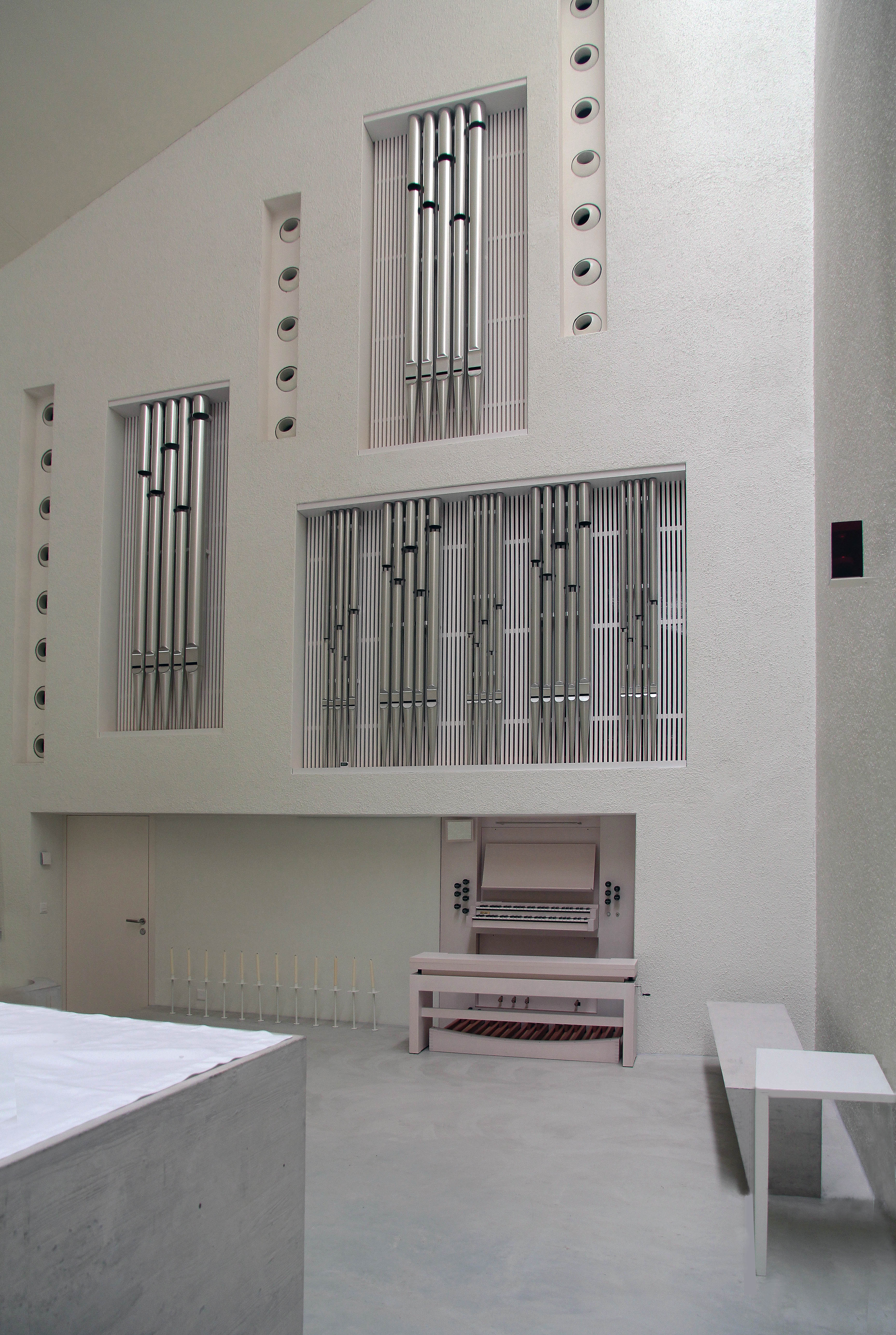
Kuhn-Orgel von 2014

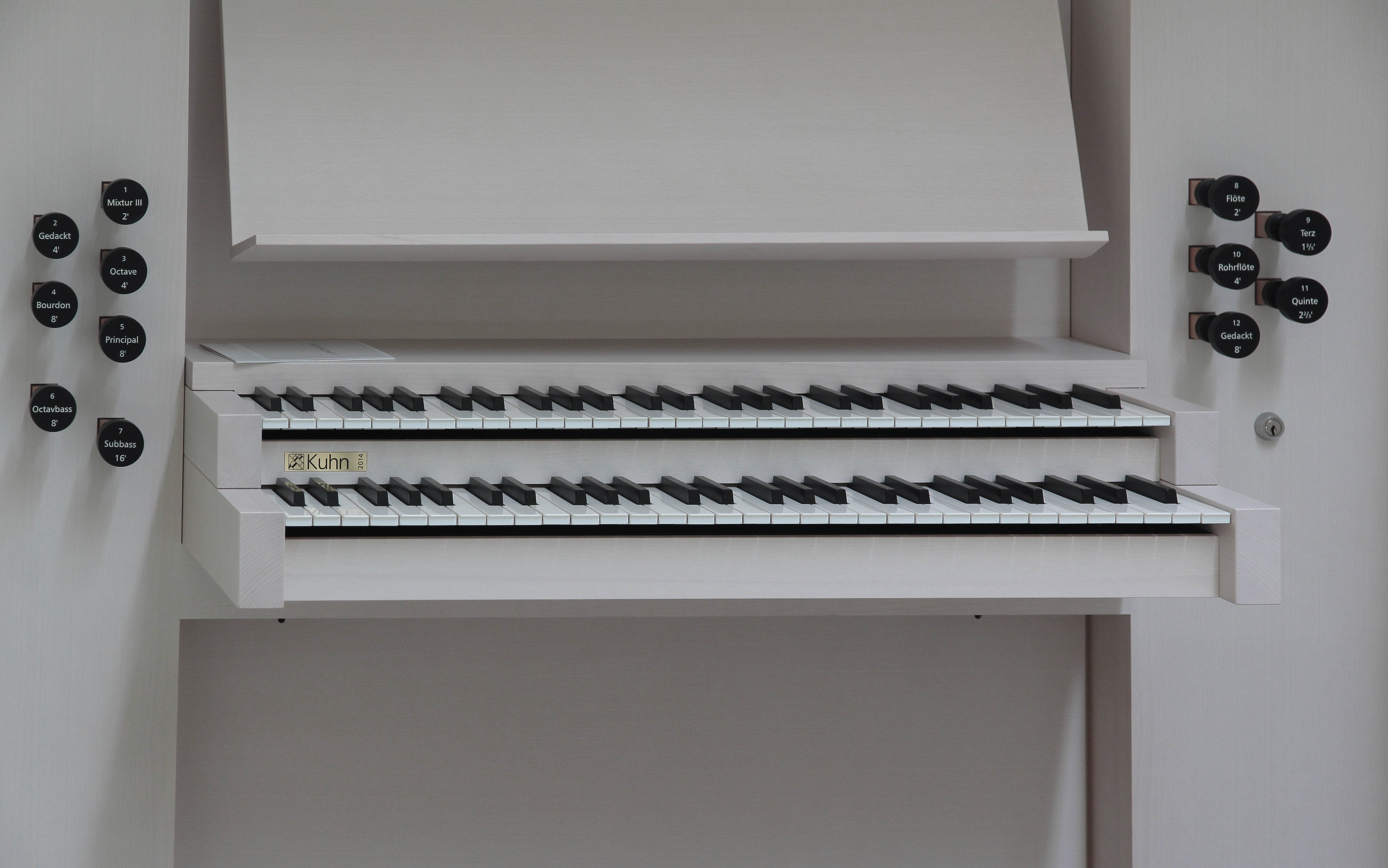
Der Spieltisch

### Orgel
Die Orgel wurde 2014 von der Orgelbaufirma Kuhn erbaut. Das Schleifladen-Instrument hat 13 Register auf zwei Manualen und Pedal. Die Trakturen sind mechanisch.
| I Hauptwerk C–g3 |                           |    |
| 1.               | Principal                 | 8′ |
| 2.               | Bourdon                   | 8′ |
| 3.               | Octave                    | 4′ |
| 4.               | Gedackt                   | 4′ |
| 5.               | Superoktave (vorab Nr. 6) | 2′ |
| 6.               | Mixtur III                | 2′ |

| II Schwellwerk C–g3 |           |        |
| 7.                  | Gedackt   | 8′     |
| 8.                  | Rohrflöte | 4′     |
| 9.                  | Quinte    | 2 ⁄3′  |
| 10.                 | Flöte     | 2′     |
| 11.                 | Terz      | 1 3⁄5′ |
|                     | Tremulant |        |

| Pedal C–f1 |                     |     |
| 12.        | Subbaß              | 16′ |
| 13.        | Octavbass (= Nr. 1) | 8′  |

- Koppeln: II/I, I/P, II/P